# Cercyon depressus
Cercyon depressus är en skalbaggsart som beskrevs av Stephens 1829. Cercyon depressus ingår i släktet Cercyon och familjen palpbaggar. Enligt den finländska rödlistan är arten nära hotad i Finland. Arten är reproducerande i Sverige. Artens livsmiljö är sandstränder vid Östersjön. Inga underarter finns listade i Catalogue of Life.